# 藏比乡
藏比乡，是中华人民共和国西藏自治区那曲市嘉黎县下辖的一个乡镇级行政单位。

## 行政区划
藏比乡下辖以下地区：
美巴尔村、那查村、嘎尔当村、央隆村、昂仓村、处角玛村和浪阿库村。